# Kleine Scheidegg
El Kleine Scheidegg es un puerto de montaña debajo y entre de las montañas del Eiger y del Lauberhorn en el Oberland bernés, Suiza. Conecta Grindelwald con Lauterbrunnen, dos comunas del cantón de Berna.
En la Kleine Scheidegg hay hoteles, así como la estación de los dos ferrocarriles de cremallera: el Wengernalpbahn (desde 1893) y el tren del Jungfrau (desde 1896). El Wengernalpbahn tiene dos ramas: una comienza en Grindelwald; la otra comienza en Lauterbrunnen y sube a la pradera de Wengernalp vía Wengen. El tren del Jungfrau tiene un espectacular ascenso que incluye el interior rocoso del Eiger y del Mönch y que llega hasta los 3454 m s. n. m. de la estación de Jungfraujoch. 
En invierno, la Kleine Scheidegg es el centro del área de esquí alrededor de Grindelwald y de Wengen. En verano es un destino popular, y es uno de los pasos cruzados por la Ruta Alpina de Pasos.